# Plestia niobe
Plestia niobe är en insektsart som beskrevs av Ronald Gordon Fennah 1950. Plestia niobe ingår i släktet Plestia och familjen Ricaniidae. Inga underarter finns listade i Catalogue of Life.